# Vierschanzentournee 2009/10/Innsbruck
Das dritte Springen der Vierschanzentournee 2009/10 wurde in Innsbruck auf der Bergiselschanze ausgetragen.

## Schanzendaten

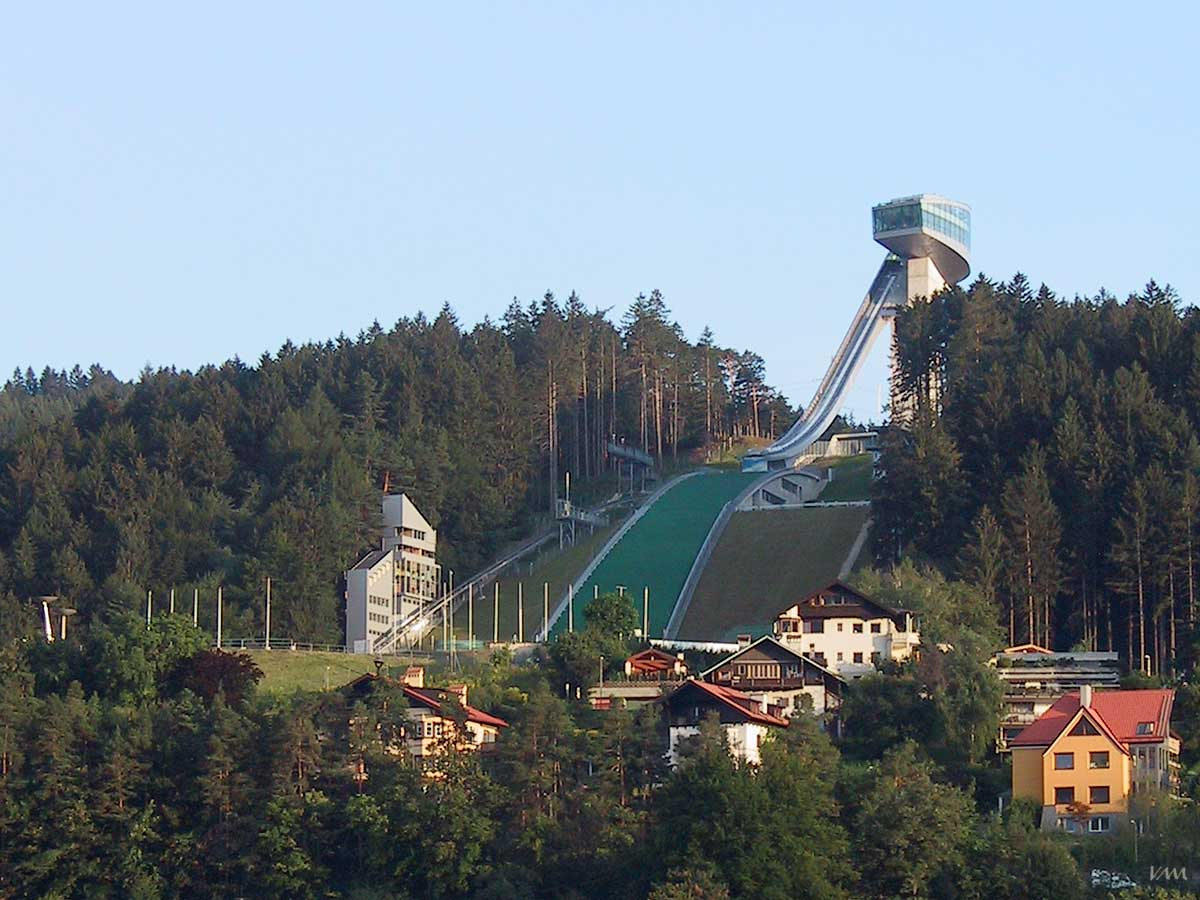
Die Bergisel-Schanze in Innsbruck (2004)

Der Wettkampf fand am 3. Januar 2010 auf der Bergiselschanze statt, die eine Schanzengröße von 130 Metern, einen Kalkulationspunkt von 120 Metern und eine Aufsprungneigung am K-Punkt von 34,34°, eine Turmhöhe von 50,0 Metern, eine Anlauflänge von 91,3 Metern und eine Gesamtlänge bis zum Beginn des Auslaufs von 316 Metern aufweist. Aktueller Schanzenrekordhalter ist der Deutsche Sven Hannawald, der am 4. Januar 2004 eine Weite von 134,5 Metern erreichte; den bestehenden Mattenrekord hält der Pole Adam Małysz mit 136,0 Metern (aufgestellt am 11. September 2004).

## Training und Verschiebung der Qualifikation
Der erste Trainingsdurchgang war von schlechten Windbedingungen geprägt. Nachdem zunächst zwei Springer aus der österreichischen nationalen Gruppe aus Startluke 15 gestartet waren, wurde der Anlauf zunächst um zwei Luken verkürzt. Kurz bevor die besten Zehn des Gesamtweltcups ihren Versuch absolvierten, erreichte der Österreicher Martin Koch eine Weite von 135 Metern und sprang damit um einen halben Meter weiter als der bisherige Schanzenrekordinhaber Sven Hannawald, der bei 134,5 Metern gelandet war. Kochs Marke galt jedoch lediglich als inoffizieller Schanzenrekord, da sie nicht im eigentlichen Wettkampf aufgestellt wurde. Direkt nach dem Sprung des Österreichers verkürzte die Jury den Anlauf ein weiteres Mal, diesmal auf Startluke 11. Mit geringerer Anlaufgeschwindigkeit kamen die nun startenden Athleten nicht an Kochs Weite heran, von den Favoriten war Thomas Morgenstern mit 121,5 Metern der beste. Während der Gesamtweltcupführende Simon Ammann mit 114,5 Metern nur den 22. Rang belegte, verzichteten die Sieger der ersten beiden Tourneespringen, Andreas Kofler sowie Gregor Schlierenzauer, auf ihren Sprung. Beide stammten aus Innsbruck und kannten die Bergiselschanze als Heimschanze besonders gut.
Die Windbedingungen verschlechterten sich nach dem ersten Trainingssprung weiter, sodass schließlich der zweite Versuch sowie die Qualifikation ausfielen. Renndirektor Walter Hofer begründete die Absage so: „Die Böen wurden immer stärker, die Sicherheit war nicht gewährleistet.“ Thomas Morgenstern erklärte, er wäre zwar gerne gesprungen, meinte aber auch, es sei besser, den Wettkampf abzusagen, bevor man ihn bei widrigen Bedingungen durchführe. Da die äußeren Verhältnisse am Wettkampftag laut Wettervorhersage besser sein sollten, wurde die Qualifikation auf den 3. Januar verschoben. Unmittelbar danach sollte der erste Durchgang stattfinden, der dann jedoch nicht im K.-o.-Modus ausgetragen werden sollte. Stattdessen griff die Jury auf das Weltcupsystem zurück, bei dem die Athleten gemäß der Qualifikationsreihenfolge starteten und sich die besten 30 Springer für das Finale qualifizierten.

## Qualifikation
Die Qualifikation fand am 3. Januar 2009 zwischen 12:00 und 13:09 Uhr statt. Zu ihr traten 75 Starter aus 19 Nationen an. Die besten zehn im Gesamtweltcup waren bereits vorqualifiziert.

### Verlauf
Durch die Verschiebung der Qualifikation von Freitag auf Samstag drängte sich das Programm am eigentlichen Wettkampftag. Um zwölf Uhr begann die Qualifikation, bereits eine halbe Stunde nach deren Ende fing um 13:45 Uhr der ersten Wertungsdurchgang an, der nicht im üblichen K.-o.-System ausgetragen wurde. Zuletzt hatte es diese kurzfristigen Änderungen bei der Vierschanzentournee 2007/08 gegeben, als der Wettbewerb in Innsbruck komplett abgesagt wurde.
Da der Wettkampf in Österreich stattfand, durfte das Alpenland zusätzlich zu den sieben Athleten des Nationalkaders sechs weitere Sportler für das Springen in Innsbruck nominieren. In einer teaminternen Ausscheidung Ende Dezember setzten sich Mario Innauer und Manuel Fettner durch. Zuvor waren bereits Michael Hayböck, Markus Eggenhofer, Andreas Strolz und David Unterberger ausgewählt worden.

### Endergebnis
| Rang | Name                  | Punkte | Weite 1 | Weite 2 |
| ---- | --------------------- | ------ | ------- | ------- |
| 01   | Gregor Schlierenzauer | 251,1  | 130,0 m | 122,0 m |
| 02   | Simon Ammann          | 237,8  | 128,5 m | 117,5 m |
| 03   | Janne Ahonen          | 237,4  | 128,0 m | 117,5 m |
| 04   | Andreas Kofler        | 235,1  | 126,0 m | 118,5 m |
| 05   | Anders Jacobsen       | 234,3  | 126,5 m | 117,0 m |
| 06   | Wolfgang Loitzl       | 232,8  | 122,0 m | 119,0 m |
| 07   | Adam Małysz           | 231,7  | 123,5 m | 118,0 m |
| 08   | Pascal Bodmer         | 228,8  | 122,5 m | 118,5 m |
| 09   | Noriaki Kasai         | 225,2  | 122,0 m | 117,0 m |
| 10   | Mario Innauer         | 223,7  | 121,0 m | 118,0 m |
| 11   | Bjørn Einar Romøren   | 222,0  | 119,0 m | 118,5 m |
| 12   | Michael Uhrmann       | 220,2  | 121,0 m | 115,5 m |
| 13   | Daiki Itō             | 218,7  | 117,5 m | 119,0 m |
| 14   | Thomas Morgenstern    | 217,1  | 117,5 m | 117,0 m |
| 15   | Robert Kranjec        | 215,5  | 118,5 m | 116,5 m |

| Rang | Name                | Punkte | Weite 1 | Weite 2 |
| ---- | ------------------- | ------ | ------- | ------- |
| 16   | Dmitri Wassiljew    | 214,6  | 120,5 m | 116,5 m |
| 17   | Michael Hayböck     | 214,3  | 120,0 m | 116,0 m |
| 18   | Martin Koch         | 213,7  | 127,5 m | 106,5 m |
| 19   | Kamil Stoch         | 213,5  | 116,5 m | 118,5 m |
| 20   | Roar Ljøkelsøy      | 211,6  | 116,0 m | 116,0 m |
| 21   | Emmanuel Chedal     | 211,0  | 117,5 m | 115,0 m |
| 22   | Johan Remen Evensen | 207,4  | 117,5 m | 113,0 m |
| 23   | Pawel Karelin       | 206,8  | 123,5 m | 107,5 m |
| 24   | Harri Olli          | 206,2  | 121,0 m | 110,5 m |
| 25   | Denis Kornilow      | 205,0  | 115,5 m | 114,5 m |
| 26   | Manuel Fettner      | 198,9  | 116,5 m | 111,5 m |
| 27   | Taku Takeuchi       | 195,8  | 116,0 m | 110,0 m |
| 28   | Stefan Thurnbichler | 186,7  | 113,5 m | 108,0 m |
| 29   | Nikolai Karpenko    | 185,5  | 114,5 m | 105,5 m |
| 30   | Richard Freitag     | 183,1  | 114,5 m | 105,0 m |